# Fatman
Fatman è un film del 2020 scritto e diretto da Ian Nelms e Eshom Nelms.

## Trama
Chris Cringle vive con sua moglie Ruth e gestisce la sua fabbrica di regali di Natale in una fattoria vicino alla città di North Peak, in Alaska. Purtroppo il suo reddito è in declino a causa dei troppi bambini che diventano troppo cattivi ogni anno. Il governo degli Stati Uniti, che mantiene una quota di interessi negli affari di Chris e fiutata un'opportunità per poter espandere la loro produttività a basso costo, invia il capitano Jacobs a proporre un contratto di due mesi per la produzione di componenti per un nuovo caccia per l'esercito americano. Gli agenti di collegamento ignorano i dubbi di Chris circa l'intero evolversi della faccenda, minacciando virtualmente di trattenere i sussidi del governo, ma Ruth riesce a calmare Chris e fargli accettare il contratto con il governo.
Alla vigilia di Natale, il ragazzo ricco e viziato Billy Wenan riceve un pezzo di carbone da Chris per il suo egoismo e, giurando vendetta, assume un sicario, Jonathan Miller, per uccidere Chris. Dopo alcuni futili primi tentativi, Miller costringe un supervisore del servizio postale a dirgli l'indirizzo di Chris, ottenendo l'informazione dalle lettere che riceve ogni anno dai bambini di tutto il mondo. Dirigendosi verso North Peak, Miller segue Chris alla fattoria, si infiltra nel complesso e uccide tutte le guardie dell'esercito americano, ma viene scoperto da uno degli elfi lavoratori prima di compiere ulteriori progressi; viene lanciato l'allarme, e il capitano Jacobs riesce a far evacuare i lavoratori a costo della propria vita, poco prima che Miller faccia saltare in aria la fabbrica.
Chris affronta il sicario Miller e sembra avere la meglio, ma Miller prima ferisce Chris con una lama a molla montata su una gamba e poi gli spara in un occhio, uccidendolo apparentemente. La moglie di Chris, Ruth, interviene e spara a Miller uccidendolo; in un colpo di scena, Chris si riprende dalle ferite perché, essendo Babbo Natale, egli è immortale. Ripercorrendo a ritroso il compito di Miller, lui e Ruth fanno visita al bambino Billy, il mandante, avvertendolo che d'ora in poi Chris verrà per lui (e per qualsiasi altro bambino) se si comporteranno in maniera sbagliata o se gli daranno di nuovo la caccia. Successivamente, Chris, Ruth e l'equipaggio degli elfi iniziano a ricostruire il loro laboratorio con rinnovata fiducia.

## Produzione
Le riprese del film si sono svolte in Ottawa.

## Promozione
Il primo trailer del film è stato diffuso il 7 ottobre 2020.

## Distribuzione
La pellicola è stata distribuita nelle sale cinematografiche statunitensi a partire dal 13 novembre 2020 e on demand dal 17 novembre.

### Divieti
Il film è stato vietato ai minori per la presenza di violenza e linguaggio non adatto.